# بيدرو تكسيرا
بيدرو تكسيرا (بالبرتغالية: Pedro Teixeira‏) (ت. 1051 هـ / 1641 م) هو رحالة برتغالي.
ولقد رحل إلى منطقة الشرق الأوسط، وهو واحد من عدة رحالة أجانب زاروا بغداد في العهد العثماني، فانه مر في بلاد الرافدين ودخل بغداد وزار جامع وضريح النبي يوشع بن نون بين عامي 1604 و1605، وتطرق إلى القبر وذكرهُ باسم (يوشع كادول) الواقع في جانب الكرخ من بغداد ووصف مزارهُ، كما وصلت قافلته مدينة النجف يوم 23 ربيع الثاني سنة 1013 هـ / 1604 م. كما زار المشهد الحسيني بكربلاء في 29 ربيع الثاني 1013 هـ / 1604 م.
قام برحلة (1637 – 1639 م) جعلت الأمازون معروفاً للعالم.